# 16479 Paulze
A 16479 Paulze (ideiglenes jelöléssel 1990 QK7) a Naprendszer kisbolygóövében található aszteroida. Eric Walter Elst fedezte fel 1990. augusztus 20-án.